# Monsieur Poulpe
Pour les articles homonymes, voir Poulpe.
Monsieur Poulpe est un animateur de télévision, humoriste, chanteur, scénariste et acteur français, né le 7 février 1981 à Rouen (Seine-Maritime).

## Biographie
Durant son enfance, il voyage beaucoup du fait du métier de son père, qui est officier de gendarmerie (il passe notamment plusieurs années au Gabon) puis s'installe à Buchy, en Haute-Normandie,. À l'âge de huit ans, il s'amuse à tourner des films dans son jardin, notamment des parodies de films d'horreur. Sa famille déménageant souvent, il a peu d'amis et crée des bandes dessinées, des nouvelles et des films seul,.
Élève peu studieux, il affirme ne pas s'être présenté à la plupart des épreuves du baccalauréat[source secondaire souhaitée]. Il commence sa vie professionnelle en tant que graphiste, notamment à la gendarmerie, dans la fin des années 1990. En 2001, il était modérateur pour Loft Story[source insuffisante]. En 2003, après l'explosion de la bulle Internet, il souhaite devenir comédien. Il fait ses premiers pas dans ce domaine en étant une mascotte du parc Disneyland pendant cinq ans,,.
Fan de jeux vidéo, il travaille sur la chaîne de télévision Nolife où il joue entre autres dans la série Nerdz. Il est également connu sur Internet par le biais de son blog.
Il n'a jamais révélé sa véritable identité, mais expliqué l'origine de son pseudonyme : « Depuis le collège, on m'appelle Le Poulpe parce que je fais plein de trucs : je dessine, j'écris, je joue mais j'ai l’air super mou ». Sur Internet, il a utilisé plusieurs noms comme Camille Pierrandeli, Nicolas ou encore Erwan Cohen pour brouiller les pistes,,,,.

### Parcours

#### 2007 - Nolife

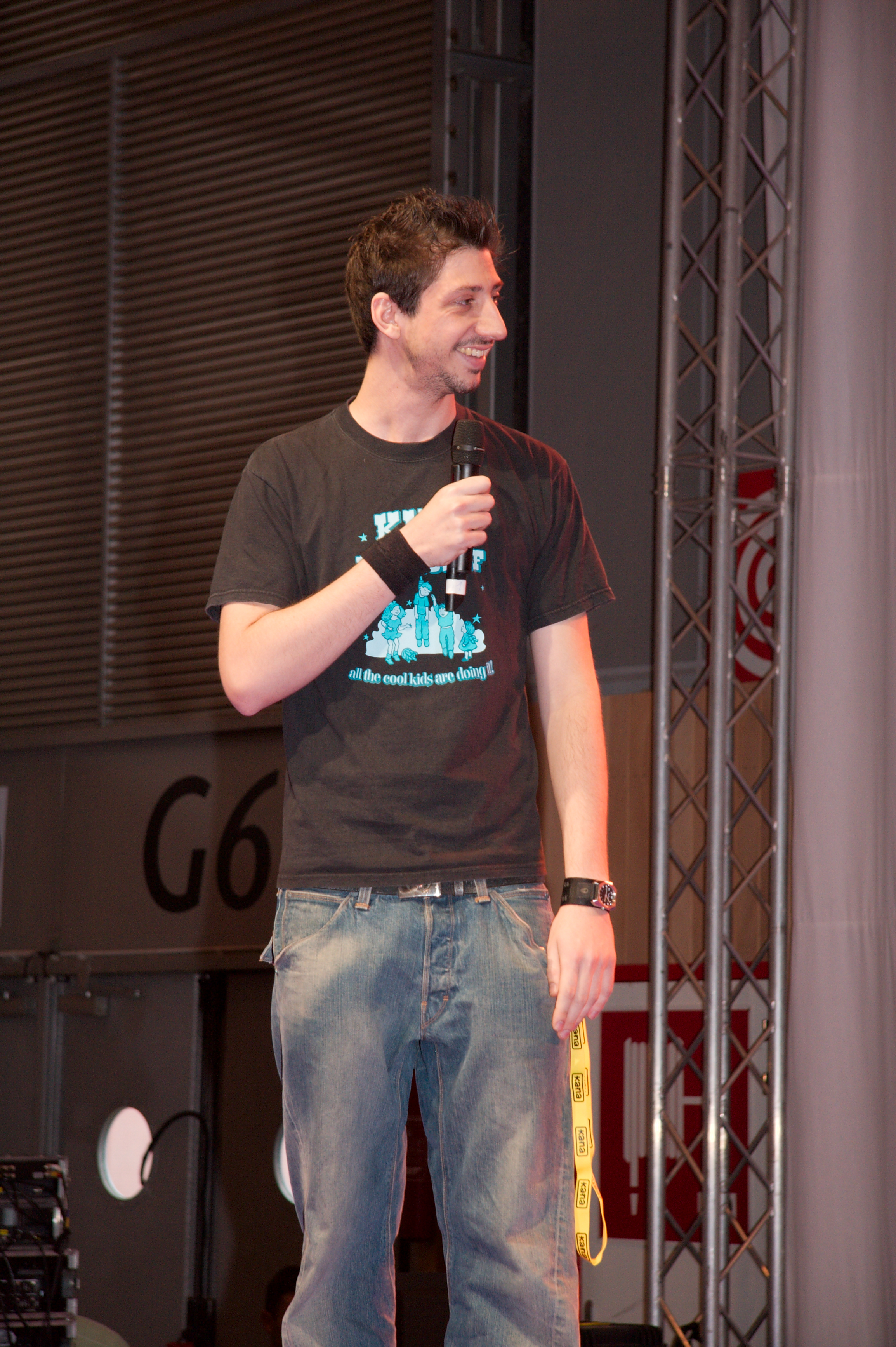
Monsieur Poulpe en 2007.

Il collabore avec la jeune chaîne Nolife depuis sa création en 2007, où il arrive par le biais d'amis du collectif Une case en moins[source secondaire souhaitée]. Il anime sa propre émission Mange mon Geek et participe à quelques émissions de 101 %. Monsieur Poulpe finit par disparaître de la chaîne[source secondaire souhaitée].
Monsieur Poulpe est, avec Davy Mourier et Didier Richard, le coauteur de la série Nerdz et y incarne le personnage de « Darkangel64 ». L'histoire raconte les péripéties de la vie d'un nolife, Dark, et de son ami Régis-Robert. Dark n'a trouvé qu'une solution pour accomplir son but dans la vie (à savoir, jouer aux jeux vidéo toute la journée) : prendre des colocataires qui pourraient remplir le frigo en échange de la location de son appartement. Il est le personnage central de la série.
La série est composée de 4 saisons qui sont parues sous forme de coffrets DVD. Toutes les saisons ont été diffusées sur Nolife. La série prend fin au dernier épisode de la saison 4[source secondaire souhaitée].
Monsieur Poulpe propose alors une idée de programme assez singulière appelée Mange mon geek. Le concept : tous les mois, Monsieur Poulpe présente chez lui une émission de cuisine destinée aux geeks. Dans cette émission, Monsieur Poulpe propose des recettes originales, en ponctuant les explications par des blagues geeks, et faisait une « cascade », qui consiste à faire quelque chose de surprenant parfois en rapport avec le plat cuisiné ou le thème de l'émission (manger des croquettes pour chat, se faire poser une cinquantaine de pinces à linge sur le visage...). L'émission sera diffusée sur Nolife jusqu'en novembre 2008,.
Il a participé à l'épisode « Leçon de cuisine DS » de l'émission Chez Marcus (saison 4, épisode 4) en tant que cuisinier de Nolife, en référence à son émission Mange mon geek[source secondaire souhaitée].

#### 2009 - Scénariste et activité musicale
Le 9 mai 2009, il annonce participer à l'écriture des scénarios de Caméra Café 2. La même année, il écrit quelques épisodes de Scènes de ménages,.
Monsieur Poulpe participe à la création d'un groupe de musique, Les Rois de la Suède, avec Ivan Callot (ancien membre des Fatals Picards) et François Nguyen (du groupe Elista), mais ce dernier arrête pour la promotion de son autre groupe de musique.
Leur premier album, Best of Vol. I sort le 25 octobre 2010 sur les plateformes de téléchargement et le 2 novembre 2010 au format physique. Pendant cette tournée, ils jouent notamment aux Francofolies de la Rochelle, au Printemps de Bourges, à la fête de l'Humanité, ou sur la place de la Bastille.
Leur deuxième album, Néon Futur sort le 2 avril 2012 en version numérique et le 23 avril 2012 en CD.
Le 2 juillet 2012, Monsieur Poulpe annonce son départ de son groupe Les Rois de La Suède, après trois années d'activité et plusieurs concerts[source insuffisante].

#### 2010 -J'irai loler sur vos tombesetLe Golden Show
Le 31 décembre 2009, le premier trailer de J'irai loler sur vos tombes paraît. S'ensuit le premier numéro de ce talk show geek présentant l'actualité du cinéma, de jeux vidéo, de bandes dessinées et surtout un invité pour accompagner Monsieur Poulpe et Davy Mourier. Les deux animateurs reçoivent des artistes comme des auteurs de bandes dessinées, des chanteurs, des réalisateurs ou des acteurs étant plus ou moins liés avec la culture geek et le contenu de l'émission. Ce talk show paraît tous les vendredis à 12 h sur le site officiel d'Ankama et sur la chaîne de télévision Nolife.
Le 28 octobre 2011, en parallèle à l'émission se développe Le Golden Show, émission de sketchs et de parodies écrits par lui-même, Davy Mourier et François Descraques ; cette émission est enregistrée en public sur la péniche Antipode à Paris et est diffusée une fois par mois.
Le 20 décembre 2011, J'irai loler sur vos tombes diffuse son dernier épisode tourné au Toulouse Game Show. Le talk show est dorénavant remplacée par Le Golden Show. L'émission prend fin en juillet 2012, après décision d'Ankama[source secondaire souhaitée].
Le 28 février 2013, Le Golden Show revient, produit par Alexandre Astier, sur le site Golden Moustache mais se termine finalement au bout de deux émissions, le 7 juillet 2013. Monsieur Poulpe quitte le groupe Golden Moustache après la fin du Golden Show, ce qui met un terme à son duo avec Davy Mourier[source secondaire souhaitée].

#### 2012 - Studio Bagel
Fin 2012, en parallèle au Golden show, Monsieur Poulpe participe à la création du Studio Bagel, un collectif d'humoristes sur Internet produisant des sketchs sur la plateforme de visionnage vidéo YouTube. Il tient le rôle de directeur d'écriture[source secondaire souhaitée] pendant les deux premières années et participe à certains des sketchs.
Le 16 septembre 2013, Monsieur Poulpe arrive sur la chaîne de télévision Canal+ avec le Studio Bagel.

#### 2013 - Arrivée sur Canal+
Pendant l'été 2013, le Studio Bagel est racheté par Canal+ et Poulpe, comme les autres humoristes du collectif, débarque sur la chaîne. Il coécrit les sketchs du Groom Service et des Tutos et participe à une émission à série de sketchs parodiant Le Zapping de Canal+. Le Dézapping du Before est diffusé quotidiennement dans Le Before du Grand Journal ainsi qu'au Rappel des titres pendant Le Grand Journal en compagnie de Vanessa Guide. Le programme est plus tard renommé JT de l'invité et, toujours présenté avec Vanessa Guide mais aussi avec Alison Wheeler. À partir de novembre 2015, il présente Un doigt dans le Poulpe dans L'Émission d'Antoine.

#### Depuis 2016
Cette section ne s'appuie pas, ou pas assez, sur des sources secondaires ou tertiaires indépendantes du sujet. Le texte peut contenir des analyses inexactes ou inédites de sources primaires.
Pour l'améliorer, ajoutez-en, ou placez des modèles {{Source secondaire souhaitée}} ou {{Source secondaire nécessaire}} sur les passages mal sourcés. (janvier 2023)
Il adapte et anime l'émission humoristique Les Recettes pompettes sur YouTube. Il y invite plusieurs célébrités à décortiquer avec lui une recette, tout en enchaînant les verres d'alcool.
En septembre 2017, il lance la mini-émission Auto-Promo, où il fait la promotion de ses invités dans une voiture.
En décembre 2017, il lance Crac Crac sur Canal +, une émission mensuelle qui parle de sexualité de manière libre et décomplexée.
En novembre 2019, il lance Poulpovision sur Canal+ Décalé, une émission hebdomadaire dans laquelle un invité passe une journée de télévision entière avec Monsieur Poulpe sur un plateau tournant.
En février 2021, il lance sa chaîne Twitch « ChezPoulpe ».
En novembre 2022, l’Autorité de régulation de la communication audiovisuelle et numérique (Arcom) est intervenue auprès de Radio France à la suite d’une chronique diffusée sur France Inter et présentée par Monsieur Poulpe. Saisie en raison de certains propos tenus dans cette chronique, l’Arcom a rappelé fermement à Radio France ses obligations en matière de contenu. Selon le communiqué de l’Arcom, il est notamment relevé que certains propos de la chronique présentaient un caractère dégradant envers les femmes, ciblant même spécifiquement l'une d'entre elles. L’autorité a estimé que ces propos pouvaient être interprétés comme une banalisation des violences sexuelles faites aux femmes, en l'absence de condamnation explicite desdits propos.
En février 2023, il fait une apparition dans l'émission Bad News (numéro 220) présenté par Davy Mourrier où il est annoncé une nouvelle série avec les deux comparses.
Deux mois plus tard, il annonce sur la chaîne Twitch de Samuel Étienne qu'il rejoint l'équipe d'écriture de Top Gear France, aux côtés de Sylvain Levy et de Pierre Chabrier.

### Vie privée
De 2012 à 2014, il est en couple avec Bérengère Krief,. Pendant quelques mois en 2016, il entretient une relation avec l'actrice Sand Van Roy.

## Filmographie

### Cinéma
- 2017 : La Folle Histoire de Max et Léon de Jonathan Barré : Olivier, dans un film de propagande pour la Milice
- 2018 : Taxi 5 de Franck Gastambide : Ménard, policier municipal
- 2018 : Les Aventures de Spirou et Fantasio d'Alexandre Coffre : le balayeur
- 2018 : Budapest de Xavier Gens : Georgio
- 2020 : Impionçable de Babor Lelefan : Docteur Amédé
- 2022 : Le Visiteur du futur de François Descraques : le survivant
- 2023 : Un Stupéfiant Noël ! d'Arthur Sanigou : Burk
- 2024 : Sous la Seine de Xavier Gens : un participant au triathlon

### Télévision
- 2007 - 2011 : Nerdz

- 2012 : Bref., épisode 54 : Bref. J'ai aucune mémoire : Fred Blanchard
- 2015 : Reboot : le DRH
- 2013-2014 : WorkinGirls : Pierrick (saisons 2 et 3)
- 2013-2015 : Le Dézapping du Before
- 2014 : WorkinGirls, la grande évasion : Pierrick
- 2020 : Jusqu'à l'aube, saison 1 épisode 5 Les Amants damnés : lui-même
- 2020 : La Grande Incruste
- 2022 : Les Frères Pétoux : Wilfried, Patrick, Jean-Jean et tous les autres personnages pour Canal + en collaboration avec Studio Bagel
- 2023 : Louis 28
- 2024 : Dear You, saison 1 sur Prime vidéo réalisé par Julien Carpentier et adapté des romans d'Emily Blaine.
- 2025 : Ghosts : Fantômes en héritage, mini-série d'Arthur Sanigou : Tayac

### Doublage
- depuis 2013 : Les Kassos
- depuis 2016 : Lastman : Karl
- 2017 : La Petite Mort : Hans
- 2018 : Vermin : Rick
- 2018 : Bapt & Gaël et Les Aventures de la Couille Cosmique : Jean Neige / la voix off des pubs (saison 2, épisode 7)
- 2020 : Spycies
- 2020 : La Fessée, vidéo animée de Manon Bril
- 2023 : Ninja Turtles: Teenage Years : Bebop[23],[24]

## Discographie
- Best of Vol. I - Les Rois de la Suède[25]
- Néon Futur - Les Rois de la Suède[25]

## Spectacles
- 2023 : Nombril au Palais des glaces (Paris)[8]

## Internet
- 2022 : Hot Ones, présentée par Kyan Khojandi
- 2023 : Entre potes - Envie de sex, présentée par Ben Névert

## Publication
- Davy Mourier et Monsieur Poulpe, Karate Boy (bande dessinée), Paris, Ankama, 21 juin 2012, 180 p. (ISBN 978-2-3591-0313-7)
- Alain au pays des merveilles (Dessinateur), Delcourt, Novembre 2019.